# 칼리아리 칼초
칼리아리 칼초(Cagliari Calcio S.p.A.)는 사르데냐 섬 칼리아리에 위치한 스타디오 이스 아레나스 경기장을 근거로 하는 이탈리아의 축구 클럽이다. 1920년대에 생겼으며 현재는 세리에 A에 속해있다. 창단 후에 많은 시간들을 세리에 A와 세리에 B에서 보냈다.
칼리아리는 1970년에 이탈리아 축구 국가대표팀의 전설적인 골잡이인 루이지 리바의 활약으로 처음이자 현재까지는 마지막인 리그 우승을 했다.

## 역사

### 세리에 A 이전
과거에 세리에 C 챔피언 자리를 하나 이상의 팀과 공유하였지만 칼리아리는 1951-52 시즌 동안 진행된 '세리에 C 사상 명백한 첫 챔피언'이 되었다. 그들은 1950년대를 세리에 B에서 보냈고 1954년에는 승격 플레이오프 경기에서 패했다. 1960년대는 세리에 C로 내려가고 칼리아리는 1964년에 일약적인 사건으로 승격을 얻게 된다.

### 첫 세리에 A 모험: 1964-1976
칼리아리의 첫 세리에 A 대뷔 시즌 당시에 스쿼드에는 수비수에는 마리오 마르티라돈나, 미드필더에는 피에를루이지 체라, 네네와 리초티 그레아티 그리고 공격수에는 루이지 리바가 있었다. 칼리아리는 첫 시즌을 안좋게 시작하며 전반기를 단 9점을 획득하며 촤하위에 머물렀다. 하반기에는 유벤투스와 AC 밀란을 상대로 승리를 거두는등의 놀라운 성적을 거둬 34점으로 7위를 기록했다. 두 번째 시즌에는 칼리아리가 리그의 최고 방어율을 기록하는 동안에 루이지 리바는 처음으로 세리에 A 득점왕 자리에 올랐다.
1967년 여름에 칼리아리는 United Soccer Association라고 불리는 북미의 신생 리그에서 경기를 치렀다. 이 리그는 유럽과 남미의 축구 클럽들이 각 지역 명칭과 관련된 미국과 캐나다의 도시에 경기를 하는 것이다. 칼리아리는 Chicago Mustangs라는 명칭으로 출전하여 서부 리그에서 두 번 참가하여 리그 점수 13점을 벌어들였다. 리그의 득점 선두는 로베르토 보닌세냐이며 팀의 12경기에서 9경기에 출전하여 10골을 넣었다.
칼리아리가 널리 알려진게 된것은 1968-1969 시즌에 세리에 A 우승을 두고 AC 밀란과 ACF 피오렌티나와 함께 우승을 다투면서였다. 피오렌티나가 우승을 차지하였지만 다음 시즌에 칼리아리는 궁극적인 영광을 보내게 된다. 안젤로 도멘기니가 팀에 합류하고 칼리아리는 리그에 단 2패와 11골을 실점(지금까지도 유럽 주요 리그에서도 많지 않은 경우다.)하며 리그 우승을 거뒀고 루이지 리바는 한번 더 득점왕 자리에 올랐다. 체라, 도멘기니와 리바 같은 선수들은 1970년 FIFA 월드컵에 이탈리아 축구 국가대표팀에 참가하여 결승전 무대를 밟기도 했다.
1970년대에 칼리아리의 성적이 하락세를 보였고 팀은 1976년에 그 시즌에 리바의 선수 경력이 사실상 마감하며 강등되었다.

### 상승과 또 다시 하강: 1976-1987
강등 후에, 칼리아리는 다음 시즌 플레이오프 승격전에서 패하여 1979년에 세리에 A로 승격하였다. 프란코 셀바지, 마리오 브루녜라(1970년대 팀의 전성기에서부터 남아있던 선수다)와 알베르토 마르케티같은 선수들은 1983년에 두 번째로 강등당하기전까지 팀이 상위권에 있는 4년 간 존경을 받았었다. 1980년대는 1987년에 세리에 C1으로 강등되는 이전의 20년과 비교되며 팀의 암흑기가 됨을 증명됐다.

### 왕복: 1987-2000
칼리아리는 두 시즌을 세리에 C1에서 보냈다. 그중에 한 해는 세리에 C2로 강등을 당할뻔하기도 했다. 1988년에 클라우디오 라니에리를 감독으로 선임했고 팀을 각각 세리에 B로 1988년, 세리에 A로 1990년에 성공적인 승격을 시켜냈다. 세리에 A로 돌아오고 처음 두 시즌은 칼리아리는 강등권에 있었다. 1992-93 시즌에는 카를로 마초네의 지휘아래 유럽클럽대항전 참가 순위에 이르렀다. 다음 시즌에는 사르데냐 클럽으로는 전례없는 UEFA컵 준결승전에 올랐다.
몇 년 뒤에 칼리아리는 1996-97 시즌에 피아첸차에게 플레이오프에 패하여 강등당하기전까지 중위권에 머물렀다. 한번 더 칼리아리는 단 1년 만에 세리에 A로 돌아왔지만 단 2년만을 잔류하였다.

### 재삼재사: 2000년 이후
칼리아리는 다음 4년간을 세리에 B에서 평범한 중위권에서 보냈다. 2003-04 시즌에 팀은 사르데냐 출신 잔프랑코 촐라의 지휘하에 성공적인 승격 도전을 해냈고, 다음 시즌에는 세리에 A에서 스스로 존경받을만한 중위권 성적을 일궈냈다. 다음 시즌엔 조용한 시즌을 보내며 리그에서 중위권인 12위를 기록했다.
세리에 A 2005-06 시즌에 칼리아리는 촐라 감독없이 불안한 시즌을 시작했다. 온두라스의 공격수 다비드 수아조의 골과 함께 팀을 강등으로부터 구한 12월에 임명된 네도 소네티가 감독이 되기전까지 무려 3명(아틸리오 테세르, 다니엘레 아리고니, 다비데 발라르디니)이 교체됐었다. 세리에 A 2006-07에 마르코 잠파올로가 감독 지휘봉을 잡았지만 17 경기만에 해임되고 프란코 콜롬바로 교체되었다. 하지만 형편없는 경기력이 계속되고 라치오에게 0:2로 패하자 그도 해임됐다. 그리고 회장 첼리노는 잠파올로를 감독직에 복귀시켰다. 잠파올로 감독은 그의 계약을 2년 이상 연장하며 세리에 A 2007-08까지 감독직을 수행했다.
2007-08 시즌에 팀의 주포인 다비드 수아조, 마우로 에스포시토와 안토니오 란젤라가 각각 인테르, 로마와 아탈란타로 떠나고 경험많은 골키퍼 안토니오 키멘티가 우디네세로 떠났다. 그럼으로 인해 팀은 아콰프레스카, 마트리와 포자 그리고 아르헨티나 출신 호아킨 라리베이, 슬로베니아 출신 얀 코프리베치로 선수진을 보강했다. 잠파올로 감독이 2007-08 시즌 초반에 리그 최하위를 기록하는등 나쁜 결과를 내자 네도 소네티가 2007년 11월에 칼리아리의 감독직을 맡으러 돌아왔다. 12월의 겨울 이적시장이 열리고 칼리아리는 기존에 골키퍼였던 빈첸초 마루오코와 마르코 포르틴을 마르코 스토라리와루카 카페키로 교체했고 더불어 공격수 제다와 사르데냐 출신 미드필더 안드레아 코수를 영입했다. 이렇게 새롭게 영입한 선수들로 칼리아리는 많은 경기에서 승리를 했고 지속적으로 순위를 끌어올려 14위로 시즌을 종료했다. 세리에 A 2008-09에 칼리아리는 첫경기부터 5경기를 패하며 나쁜 행보를 보였다. 하지만 초반에 안좋은 시작에도 불구하고 강등권으로부터 19점이나 높은 안전한 9위로 시즌을 마쳤다.
칼리아리의 코치인 피에르파올로 비솔리가 2010년 11월 15일에 해임되고 전 국가대표 감독이자 나폴리의 감독이였던 로베르토 도나도니가 선임되었으나 그도 2011년 8월 12일에 경질됐다.
칼리아리는 2011-12 시즌을 마시모 피카덴티를 감독으로 선임하였으나 다비데 발라르디니로 교체된다. 시즌 종료를 몇주를 두고 발라르디니 감독이 성적부진으로 경질되고 피카덴티감독이 재선임되었다. 참고로 2011-12 시즌은 기존의 홈구장이였던 스타디오 산텔리아에서 치뤘던 마지막 시즌이며 칼리아리의 역사적인 홈구장은 2012년 3월에 문을 닫았다. 칼리아리는 2012-13 시즌부터 콰르투산텔레나에 위치한 스타디오 이스 아레나스에서 홈경기를 치른다.

## 현재 선수 명단
2024년 9월 2일 기준
참고: FIFA 자격 규정에 따라 소속된 국가대표팀 국기를 표시합니다. 선수는 복수의 FIFA 비회원국 국적을 가지고 있을 수 있습니다.
| 번호 | 포지션 | 국적 | 이름                            |
| ---- | ------ | ---- | ------------------------------- |
| 1    | GK     |      | 주세페 치오치                   |
| 3    | DF     |      | 톰마소 아우젤로                 |
| 6    | DF     |      | 세바스티아노 루페르토           |
| 8    | MF     |      | 미셸 아도포 (아탈란타에서 임대) |
| 9    | FW     | 페루 | 잔루카 라파둘라                 |
| 10   | MF     |      | 니콜라스 비올라                 |
| 14   | MF     |      | 알레산드로 데이올라 (부주장)    |
| 16   | MF     |      | 마테오 프라티                   |
| 18   | MF     |      | 러즈반 마린                     |
| 19   | MF     |      | 나디르 초르테아                 |
| 21   | MF     | 체코 | 야쿠프 얀크토                   |
| 22   | GK     |      | 시모네 스쿠페트                 |
| 23   | DF     |      | 마테우시 비에테스카             |

| 번호 | 포지션 | 국적        | 이름                                |
| ---- | ------ | ----------- | ----------------------------------- |
| 24   | DF     |             | 호세 루이스 팔로미노                |
| 26   | DF     | 콜롬비아    | 예리 미나                           |
| 28   | DF     |             | 가브리엘레 차파                     |
| 29   | MF     | 콩고 공화국 | 앙투안 마쿰부                       |
| 30   | FW     |             | 레오나르도 파볼레티 (주장)          |
| 33   | DF     | 슬로바키아  | 아담 오베르트                       |
| 37   | DF     |             | 파울루 아지                         |
| 70   | MF     |             | 잔루카 가에타노 (나폴리에서 임대)   |
| 71   | GK     | 알바니아    | 알렌 셰리                           |
| 77   | FW     | 앙골라      | 지투 루붐부                         |
| 80   | FW     | 잠비아      | 킹스톤 무탄드와                     |
| 91   | FW     |             | 로베르토 피콜리 (아탈란타에서 임대) |
| 97   | FW     |             | 마티아 펠리치                       |

### 임대 선수 명단
참고: FIFA 자격 규정에 따라 소속된 국가대표팀 국기를 표시합니다. 선수는 복수의 FIFA 비회원국 국적을 가지고 있을 수 있습니다.
| 번호 | 포지션 | 국적     | 이름                                      |
| ---- | ------ | -------- | ----------------------------------------- |
| —    | GK     | 세르비아 | 보리스 라두노비치 (바리로 임대)           |
| —    | DF     |          | 에티엔 카테나 (비르투스 베로나로 임대)    |
| —    | DF     |          | 알레산드로 디 파르도 (모데나로 임대)      |
| —    | DF     |          | 판텔리스 하치디아코스 (코펜하겐으로 임대) |
| —    | DF     |          | 리야드 이드리시 (모데나로 임대)           |
| —    | DF     |          | 루이지 팔롬바 (비스 페사로로 임대)        |

| 번호 | 포지션 | 국적       | 이름                                     |
| ---- | ------ | ---------- | ---------------------------------------- |
| —    | DF     |            | 다비데 베롤리 (삼프도리아로 임대)        |
| —    | MF     |            | 미켈레 카르보니 (테르나나로 임대)        |
| —    | MF     |            | 니콜로 카부오티 (페랄피살로로 임대)      |
| —    | MF     | 크로아티아 | 마르코 로그 (디나모 자그레브로 임대)     |
| —    | FW     | 슬로베니아 | 니크 프렐레츠 (아우스트리아 빈으로 임대) |

### 유스 팀
참고: FIFA 자격 규정에 따라 소속된 국가대표팀 국기를 표시합니다. 선수는 복수의 FIFA 비회원국 국적을 가지고 있을 수 있습니다.
| 번호 | 포지션 | 국적 | 이름                  |
| ---- | ------ | ---- | --------------------- |
| 31   | GK     |      | 벨리자르일랴 일리에프 |

### 영구 결번
참고: FIFA 자격 규정에 따라 소속된 국가대표팀 국기를 표시합니다. 선수는 복수의 FIFA 비회원국 국적을 가지고 있을 수 있습니다.
| 번호 | 포지션 | 국적 | 이름                    |
| ---- | ------ | ---- | ----------------------- |
| 11   | FW     |      | 루이지 리바 (1963~1978) |
| 13   | FW     |      | 다비데 아스토리         |

## 역대 감독
칼리아리는 많은 세월 동안에 여러 감독들이 있었으며 그중에는 공동으로 감독직을 수행하는 경우도 있었다. 아래에 있는 표는 역대 칼리아리의 감독을 1920년도부터 순서대로 나열한 것이다.
| 이름                            | 국적                                                                    | 연도    |
| ------------------------------- | ----------------------------------------------------------------------- | ------- |
| 가에타노 피케라                 | [[파일:{{{국기그림-1861}}}\|22x20px\|border \|이탈리아\|링크=이탈리아]] | 1920–21 |
| 조르조 메레우                   | [[파일:{{{국기그림-1861}}}\|22x20px\|border \|이탈리아\|링크=이탈리아]] | 1921–23 |
| 안젤로 콜롬보                   | [[파일:{{{국기그림-1861}}}\|22x20px\|border \|이탈리아\|링크=이탈리아]] | 1923–26 |
| 나탈레 아르키부사치             | [[파일:{{{국기그림-1861}}}\|22x20px\|border \|이탈리아\|링크=이탈리아]] | 1926–27 |
| 로베르토 빈클레르               | 헝가리                                                                  | 1927–30 |
| 에그리 에르브슈테인             | 헝가리                                                                  | 1930–32 |
| 언드라시 쿠티크                 | 헝가리                                                                  | 1932–34 |
| 엔리코 크로티                   | [[파일:{{{국기그림-1861}}}\|22x20px\|border \|이탈리아\|링크=이탈리아]] | 1934–35 |
| 페렌츠 몰나르                   | 헝가리                                                                  | 1935    |
| 로베르토 오라니                 | [[파일:{{{국기그림-1861}}}\|22x20px\|border \|이탈리아\|링크=이탈리아]] | 1935–36 |
| 레나토 보넬로                   | [[파일:{{{국기그림-1861}}}\|22x20px\|border \|이탈리아\|링크=이탈리아]] | 1936–38 |
| 로베르토 빈클레르               | 헝가리                                                                  | 1938–39 |
| 마리올리노 콘주                 | [[파일:{{{국기그림-1861}}}\|22x20px\|border \|이탈리아\|링크=이탈리아]] | 1939–41 |
| 마리올리노 콘주 엔리코 코리아스 | [[파일:{{{국기그림-1861}}}\|22x20px\|border \|이탈리아\|링크=이탈리아]] | 1941–42 |
| 마리올리노 콘주                 | [[파일:{{{국기그림-1861}}}\|22x20px\|border \|이탈리아\|링크=이탈리아]] | 1942–46 |
| 라파엘레 다퀴노                 | [[파일:{{{국기그림-1861}}}\|22x20px\|border \|이탈리아\|링크=이탈리아]] | 1946–48 |
| 로베르토 빈클레르               | 헝가리                                                                  | 1948–49 |
| 아르만도 라텔라                 | 이탈리아                                                                | 1949–50 |
| 마리올리노 콘주                 | 이탈리아                                                                | 1950    |
| 엔리코 카르피텔리               | 이탈리아                                                                | 1950–51 |
| 마리올리노 콘주                 | 이탈리아                                                                | 1951    |
| 페데리코 알라시오               | 이탈리아                                                                | 1951–54 |
| 빈첸초 소로                     | 이탈리아                                                                | 1954    |
| 카를로 알베르토 콰리오          | 이탈리아                                                                | 1954–55 |
| 실비오 피올라                   | 이탈리아                                                                | 1955–56 |
| 카를로 리고티                   | 이탈리아                                                                | 1956–57 |
| 실비오 피올라                   | 이탈리아                                                                | 1957    |
| 마리올리노 콘주                 | 이탈리아                                                                | 1957–58 |

| 이름                | 국적     | 연도    |
| ------------------- | -------- | ------- |
| 피에로 안드레올리   | 이탈리아 | 1958    |
| 스테파노 페라티     | 이탈리아 | 1958–60 |
| 카를로 리고티       | 이탈리아 | 1960–61 |
| 아르투로 실베스트리 | 이탈리아 | 1961–66 |
| 에토레 푸리첼리     | 우루과이 | 1967–68 |
| 만리오 스코피뇨     | 이탈리아 | 1968–72 |
| 에드몬도 파브리     | 이탈리아 | 1972–73 |
| 주세페 키아펠라     | 이탈리아 | 1973–75 |
| 루이지 라디체       | 이탈리아 | 1975    |
| 루이스 수아레스     | 스페인   | 1975–76 |
| 마리오 티디아       | 이탈리아 | 1976    |
| 라우로 토네아토     | 이탈리아 | 1976–78 |
| 마리오 티디아       | 이탈리아 | 1978–81 |
| 파올로 카로시       | 이탈리아 | 1981–82 |
| 구스타보 자뇨니     | 이탈리아 | 1982–83 |
| 마리오 티디아       | 이탈리아 | 1983–84 |
| 페르난도 베네란다   | 이탈리아 | 1984–85 |
| 렌초 울리비에리     | 이탈리아 | 1985–86 |
| 구스타보 자뇨니     | 이탈리아 | 1986–87 |
| 엔초 로보티         | 이탈리아 | 1987–88 |
| 마리오 티디아       | 이탈리아 | 1988    |
| 클라우디오 라니에리 | 이탈리아 | 1988–91 |
| 마시모 자코미니     | 이탈리아 | 1991    |
| 카를로 마초네       | 이탈리아 | 1991–93 |
| 루이지 라디체       | 이탈리아 | 1993–94 |
| 브루노 조르지       | 이탈리아 | 1994    |
| 오스카르 타바레스   | 우루과이 | 1994–95 |
| 조반니 트라파토니   | 이탈리아 | 1995–96 |
| 브루노 조르지       | 이탈리아 | 1996    |

| 이름                  | 국적     | 연도      |
| --------------------- | -------- | --------- |
| 그레고리오 페레스     | 우루과이 | 1996–97   |
| 카를로 마초네         | 이탈리아 | 1996–97   |
| 잔 피에로 벤투라      | 이탈리아 | 1997–99   |
| 오스카르 타바레스     | 우루과이 | 1999      |
| 렌초 울리비에리       | 이탈리아 | 1999–00   |
| 잔프란코 벨로토       | 이탈리아 | 2000–01   |
| 주세페 마테라치       | 이탈리아 | 2001      |
| 안토니오 살라         | 이탈리아 | 2001–02   |
| 줄리오 누차리         | 이탈리아 | 2001      |
| 네도 소네티           | 이탈리아 | 2002      |
| 잔 피에로 벤투라      | 이탈리아 | 2002–03   |
| 에도아르도 레야       | 이탈리아 | 2003–04   |
| 다니엘레 아리고니     | 이탈리아 | 2004–05   |
| 아틸리오 테세르       | 이탈리아 | 2005      |
| 다니엘레 아리고니     | 이탈리아 | 2005      |
| 다비데 발라르디니     | 이탈리아 | 2005      |
| 네도 소네티           | 이탈리아 | 2005–06   |
| 프란코 콜롬바         | 이탈리아 | 2006–07   |
| 마르코 잠파올로       | 이탈리아 | 2007      |
| 네도 소네티           | 이탈리아 | 2007      |
| 다비데 발라르디니     | 이탈리아 | 2007–08   |
| 마시밀리아노 알레그리 | 이탈리아 | 2008–10   |
| 조르조 멜리스 (대행)  | 이탈리아 | 2010      |
| 피에르파올로 비솔리   | 이탈리아 | 2010      |
| 로베르토 도나도니     | 이탈리아 | 2010–11   |
| 마시모 피카덴티       | 이탈리아 | 2011      |
| 다비데 발라르디니     | 이탈리아 | 2011–12   |
| 마시모 피카덴티       | 이탈리아 | 2012      |
| 이보 풀가             | 이탈리아 | 2012–2013 |

| 이름                     | 국적     | 연도      |
| ------------------------ | -------- | --------- |
| 디에고 로페스            | 우루과이 | 2013–2014 |
| 이보 풀가                | 이탈리아 | 2014      |
| 즈데네크 제만            | 체코     | 2014      |
| 잔프랑코 졸라            | 이탈리아 | 2014      |
| 즈데네크 제만            | 체코     | 2015      |
| 지안루카 페스타          | 이탈리아 | 2015      |
| 마시모 라스텔리          | 이탈리아 | 2015–2017 |
| 디에고 로페스            | 우루과이 | 2017–2018 |
| 롤란도 마란              | 이탈리아 | 2018–2020 |
| 발테르 젱가              | 이탈리아 | 2020      |
| 에우세비오 디 프란체스코 | 이탈리아 | 2020–2021 |
| 레오나르도 셈플리치      | 이탈리아 | 2021      |
| 발테르 마차리            | 이탈리아 | 2021–2022 |
| 파비오 리베라니          | 이탈리아 | 2022      |
| 클라우디오 라니에리      | 이탈리아 | 2022–     |

## 로고, 배지, 별명
칼리아리의 공식 색깔인 붉은색과 파란색은 칼리아리의 스테마에서도 반영되어 있다. 스테마의 붉은색 부분은 과거의 이탈리아의 왕국이였고 칼리아리와 특별한 관계가 많았던 사르데냐 왕국의 가문이였던 사보이 왕가의 문장에서 참고한 것이다. 스테마의 파란색 부분은 하늘과 바다이기도하고 성이기도 하다. 성인 이유는 칼리아리의 오래된 역사 지구에 카스텔로라고 불리는 성이 있기 때문이다. 이러한 이유로 칼리아리의 유니폼에서 쓰이고 클럽의 별명은 일반적으로 로소블루(이탈리아어로 붉은색과 파란색의 의미)다.
칼리아리는 지금까지 사르데냐 기의 특징을 따서 몇번의 로고 디자인 변화가 있었다. 알반적으로 로고에 클럽의 공식 색깔이 첨부되며 만약에 큰 변화가 있다면 둘레의 모양이나 색깔이 바뀐다.

## 역대 성적

### 리그 타이틀
세리에 A:
- 우승 (1): 1969–70

- 준우승 (1): 1968–69

세리에 B:
- 우승 (1): 2003–04
- 준우승 (2): 1963–64; 1978–79
- 승격 (2): 1989–90; 1997–98

세리에 C / 세리에 C1:
- 우승 (3): 1930–31; 1951–52; 1988–89

코파 이탈리아 세리에 C:
- 우승 (1): 1989

캄피오나토 사르도 디 I 디비시오네:
- 우승 (1): 1936–37

### 유럽 대회 타이틀
UEFA컵:
- 준결승전 (1): 1993–94

## 참조
1. ↑  “Prima squadra” [First team]. 《Cagliari Calcio》 (이탈리아어). 2011년 12월 29일에 원본 문서에서 보존된 문서. 2012년 1월 10일에 확인함.
2. ↑  “Allenatori Dal 1920 Ad Oggi”. CalcioCagliari.it. 2007년 8월 27일. 2008년 12월 27일에 원본 문서에서 보존된 문서. 2013년 5월 2일에 확인함.
3. ↑  “Stemma Provincia di Cagliari”. Comuni-Italiani. 2007년 6월 24일.